# Classe Shikishima (cuirassé)
Pour les articles homonymes, voir Shikishima.
La classe Shikishima fut la seconde classe de cuirassés de type pré-dreadnought de la Marine impériale japonaise. Les deux navires de cette classe ont été construits au Royaume-Uni : l'un sur un chantier naval du bord de la Tamise proche de Londres ; et l'autre sur un chantier du fleuve Tyne, dans le Nord de l'Angleterre.

## Histoire
Au XIXe siècle, la stratégie de la Marine impériale japonaise était basée sur la philosophie navale française de la Jeune École telle que promue par le conseiller militaire et architecte naval Louis-Émile Bertin (1840-1922). Tous les dirigeants de la marine japonaise ont été convaincus de la validité de cette théorie après la première guerre sino-japonaise de 1894-95.

Comme le Japon n'avait pas encore la technologie et la capacité de construire ses propres cuirassés il se tourna vers le Royaume-Uni qui venait de réaliser la classe Fuji et a passé en 1896 une nouvelle commande de deux navires modernes.

## Conception
La conception de cette classe de deux cuirassés est une version modifiée de la classe Majestic de la Royal Navy dessinée par l'architecte naval britannique William Henry White (1945-1913).
Pour son armement principal elle fut dotée, comme pour la classe Fuji, du Armstrong Whitworth de 12 pouces (305 mm) de calibre 40 naval. Les quatre canons ont été montés en deux tourelles avant et arrière.

Son armement secondaire était composé de 10 canons à tir rapide de 152 mm destinés à lutter contre les attaques des torpilleurs. Il était complété par des canons de 76 mm et de 47 mm en casemates sur le pont supérieur. Il reçut aussi la dernière version de torpilles autopropulsée de l'ingénieur Robert Whitehead en quatre tubes sous la ligne de flottaison et un sur le pont.

## Service
Shikishima :

Mis en service le 26 janvier 1900, le Shikishima a servi avec distinction au cours de la guerre russo-japonaise (1904-1905) à la Bataille de Port-Arthur du 8 février 1904, à la bataille de la mer Jaune du 10 août 1904 et à la bataille de Tsushima des 27 et 28 mai 1905.

Après la guerre, il a été déclassé comme navire de patrouille côtière, et a aussi été utilisé comme navire-école jusqu'à son désarmement en 1922. Sa carcasse a continué à être utilisé comme casernes et centre de formation jusqu'en 1948.
Hatsuse :

Lancé le 18 janvier 1901, le Hatsuse a été coulé par une mine marine 15 mai 1904 au large de Port-Arthur, dans l'un des plus grands désastres navals de la marine japonaise dans la guerre russo-japonaise.

## Les unités de la classe
| Nom        | Quille          | Lancement         | Armement        | Chantier naval                                                | Fin de carrière                             | Photo |
| ---------- | --------------- | ----------------- | --------------- | ------------------------------------------------------------- | ------------------------------------------- | ----- |
| Shikishima | 29 mars 1897    | 1er novembre 1898 | 26 janvier 1900 | Thames Ironworks and Shipbuilding Company Londres Royaume-Uni | désarmé en 1923 détruit en 1948             |       |
| Hatsuse    | 10 janvier 1898 | 27 juin 1899      | 18 janvier 1901 | Armstrong Whitworth Newcastle upon Tyne Royaume-Uni           | coulé le 15 mai 1904 détruit le 21 mai 1905 |       |

## Sources
- (en) Cet article est partiellement ou en totalité issu de l’article de Wikipédia en anglais intitulé « Shikishima-class battleship » (voir la liste des auteurs).